# Remisión (medicina)
La remisión es la atenuación o desaparición completa en el paciente de los signos y síntomas de su enfermedad, ya sea como consecuencia del tratamiento o de forma espontánea (remisión espontánea).  El término también puede usarse para referirse al período durante el cual ocurre esta disminución. Una remisión puede considerarse una remisión parcial o una remisión completa. Por ejemplo, una remisión parcial para el cáncer se puede definir como una reducción del 50% o más en los parámetros medibles del crecimiento tumoral como se puede encontrar en el examen físico, el estudio radiológico o los niveles de biomarcadores de un análisis de sangre u orina.